# Mafia: el viejo continente
Mafia: el viejo continente (en inglés: Mafia: The Old Country) es un videojuego de acción y aventura desarrollado por Hangar 13 y publicado por 2K. Es una precuela del primer juego y la cuarta entrega principal de la serie Mafia. El juego se estrenó para PlayStation 5, Windows y Xbox Series X/S el 7 de agosto de 2025.

## Premisa
El juego se desarrolla en Sicilia durante la década de 1900 en la ciudad ficticia de San Celeste, que ya apareció en Mafia II. Se basa en los orígenes de la organización criminal cosa nostra.  La narración sigue al protagonista Enzo Favara, quien viaja desde una infancia de trabajo forzado en las minas de azufre de Sicilia hasta unirse a la familia criminal Torrisi.

## Modo de juego
Mafia: el viejo continente es un juego narrativo lineal en tercera persona ambientado en entornos cinematográficos. Esto hace que el juego se parezca más a Mafia y Mafia II que a Mafia III, el cual está más orientado al mundo abierto.

## Desarrollo
En agosto de 2022, el director general de Hangar 13, Roman Hladík, confirmó en una entrevista con motivo del 20.º aniversario de Mafia que Hangar 13 había «comenzado a trabajar en un proyecto de Mafia completamente nuevo», pero que aún faltaban «algunos años para concluirlo». Con el cuarto título de Mafia, Hangar 13 buscó «volver a las raíces de lo que los fanáticos aman de la franquicia de Mafia», según el presidente de Hangar 13, Nick Baynes. Esto significó un regreso a una «narrativa lineal profunda» con una ambientación más alineada con el primer videojuego. Mafia: el viejo continente incluye doblaje de audio completo en inglés, francés, alemán, español, checo y ruso, pero no en italiano, a pesar de que el juego aborda los orígenes del crimen organizado en Sicilia. La opción al italiano solo está disponible como opción de subtítulos. En respuesta a la controversia, Hangar 13 anunció que el juego ofrecería doblaje en siciliano, afirmando que «la autenticidad es la esencia de la franquicia Mafia».
Mafia: el viejo continente se desarrolló con Unreal Engine 5, bajo la dirección de Alex Cox. Cox afirmó que la transición a Unreal Engine 5 ha permitido una fidelidad visual aún mayor que en anteriores títulos de Mafia. Mafia III y Mafia: edición definitiva utilizaron el Fusion Engine, una versión mejorada del Illusion Engine que se utilizó en Mafia II.

## Lanzamiento
Mafia: el viejo continente se reveló a través de un tráiler en el Gamescom: Opening Night Live de 2024 el 20 de agosto de 2024. Un tráiler completo debutó en The Game Awards 2024, aunque se filtró varias horas antes. El juego está programado para lanzarse para PlayStation 5, Windows y Xbox Series X/S el 8 de agosto de 2025.